# Hłyboke (obwód zakarpacki)
Hłyboke (ukr. Глибоке) – wieś na Ukrainie. Należy do rejonu użhorodzkiego w obwodzie zakarpackim i liczy 577 mieszkańców.